# Skeena (fleuve)
54° 01′ N, 130° 07′ O

La Skeena (Skeena River) est un fleuve qui coule dans la province de Colombie-Britannique au Canada. Avec une longueur de 570 km, c'est le second plus long fleuve à couler entièrement dans cette province (après le Fraser), et le second cours d'eau le plus riche en Saumon du Canada, même si le saumon y a énormément régressé depuis les années 1900, à cause de la surpêche principalement selon une étude récente (2019).

## Parcours
La Skeena prend sa source à l'extrémité sud du plateau Spatsizi (Spatsizi Plateau) où la nature est encore complètement vierge et sauvage, elle coule alors vers le sud à travers les montagnes Skeena, puis bifurque à mi-parcours vers l'ouest pour se jeter à proximité de la ville de Prince Rupert, dans le détroit d'Hecate dans l'océan Pacifique, qui sépare les îles de la Reine-Charlotte de la partie continentale de la Colombie-Britannique. Son embouchure forme la baie Chatham Sound.
Avant de se jeter dans l'océan, la Skeena traverse le massif montagneux de la Chaîne côtière et permet ainsi le passage par route terrestre entre les régions de la côte et de l'intérieur.

## Hydrologie
La Skeena a une longueur de 570 km et son bassin versant s'étend sur 54 432 km2. Le bassin de la Skeena a globalement la forme d'un triangle d'environ 350 kilomètres de côté :
- un angle est orienté au nord : il abrite la source de la Skeena,
- un angle est orienté à l'ouest : c'est l'embouchure du fleuve
- un angle est situé à l'est : c'est l'extrémité du lac Babine (Babine Lake) qui a la rivière Babine (Babine River) comme exutoire.

Le bassin comprend onze bassins secondaires : Ecstall, Gitnadoix, Kitsumkalum, Lakelse, Zymoetz, Kitwanga, Kispiox, Bear/Sustut, Babine, Bulkley/Morice et Upper Skeena. Les principaux affluents de la Skeena sont les rivières Bulkley River, Babine River et Kispiox River. Les principales villes traversées par le fleuve sont Hazelton, Terrace et Smithers. 
Le bassin de la Skeena draine des eaux qui proviennent de plusieurs massifs montagneux, il s'agit essentiellement de l'est de la chaîne Côtière ainsi que des chaînes Nass (Nass Ranges), Bulkley (Bulkley Ranges), Babine (Babine Range) et Skeena (Skeena Mountains). La plus grande partie des affluents est située à l'est de la ville de Terrace. Le climat du bassin est fortement influencé par la chaîne Côtière qui forme une barrière protégeant l'arrière-pays des masses d'air océaniques tempérées et humides. Le régime hydrologique du bassin est essentiellement nival, à l'exception de la partie la plus proche de l'embouchure qui reçoit de nombreuses pluies en hiver (régime pluvial).
Le régime de la Skeena est très saisonnier, son débit augmente entre avril et juin à cause de la fonte des neiges entraînée par la hausse des températures, puis décroit jusqu'en septembre. À ce moment les pluies de la saison froide provoquent un second pic de débit (plus petit que le précédent) jusqu'en octobre, avant de décliner à nouveau pour retrouver le niveau de basses eaux qui s'étend de décembre à mars.
La Skeena est l'un des plus longs fleuves au monde sans le moindre barrage sur son cours. Son courant est particulièrement tourmenté, ce qui rend la navigation quasiment impossible sur son cours supérieur et très difficile sur son cours aval.

## Écosystème
La Skeena et ses affluents abritent un grand nombre d'espèces de poissons. L'ensemble du territoire de son bassin versant forme un écosystème favorable à une grande diversité dans la faune et la végétation.
Les cinq espèces de saumons du Pacifique sont toutes présentes dans la Skeena, ainsi que la truite arc-en-ciel et une vingtaine d'autres espèces de poissons d'eau douce.
Parmi tous les cours d'eau canadiens, la Skeena arrive en seconde position après le Fraser pour le nombre de saumons rouges (sockeye salmon), ils y retournent en effet par millions chaque été. Elle abrite également certains des plus grands salmonidés du monde comme des saumons chinook atteignant 55 kg, des saumons argentés (coho salmon) pesant près d'une quinzaine de kilogrammes, ou encore des truites arc-en-ciel proches de la vingtaine de kilogrammes.
Une fondation intitulée SkeenaWild a été créée en 2007 pour soutenir la viabilité à long terme des populations de poissons et le caractère durable de l'écosystème du saumon sauvage à l'intérieur du bassin de la Skeena, tout en favorisant un bénéfice économique pour les communautés locales.
Les ours sont nombreux dans le bassin de la Skeena, on y trouve notamment l'ours noir et l'ours brun. À noter la présence d'une espèce très rare d'ours noir, l'ours Kermode (ou « Ours Esprit ») qui a la particularité d'avoir un pelage très clair (blanc crème) et qui est l'emblème mammifère de la province de Colombie-Britannique.

## Activités humaines
Le bassin de la Skeena constitue le territoire traditionnel des populations amérindiennes Tsimshian et Gitxsan. Le saumon constitue la ressource principale de ce territoire. En plus des pêcheries commerciales, la pêche sportive est une activité très pratiquée sur la Skeena. Par ailleurs son caractère impétueux a fait sa renommée pour les randonnées en canoë qui y sont très prisées.
Le fait que la Skeena soit une des seules vallées en travers de la Chaîne côtière, permettant ainsi le passage par route terrestre entre les régions de la côte et de l'intérieur, lui a donné une importance considérable. Le principal autre passage par route se situe en effet beaucoup plus au sud, le long du Fraser (il existe aussi un passage au nord le long du fleuve Stikine). Après l'arrivée des Européens dans la région, les rives de la Skeena entre Hazelton et la côte sont devenues le tracé d'une piste primordiale pour les habitants de Colombie-Britannique. Pendant plus d'un demi-siècle, des convois de mules ou de chevaux ont emprunté cette piste, donnant naissance à un folklore dont un des héros est d'ailleurs un Français, Jean Caux, né dans les années 1820 au Pays basque, et qui est devenu célèbre comme guide sous le nom de Cataline.
Aujourd'hui, le cours aval de la Skeena est longé par une ligne de chemin de fer du Canadien National et par l'autoroute provinciale 16 (British Columbia Highway 16), connue sous le surnom de route Yellowhead (Yellowhead Highway), entre la ville d'Hazelton (où elle est rejointe par son affluent la Bulkley River) et son embouchure.

## Toponyme

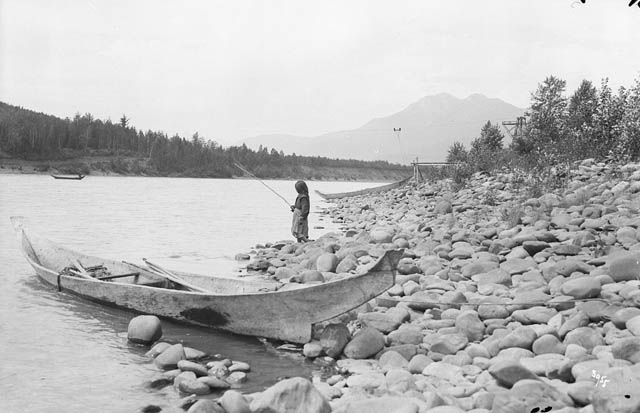
Une jeune amérindienne pêche dans la Skeena (photo de 1915)

Le nom original du fleuve Skeena était Ikshean en sm’algya̱x, la langue des amérindiens Tsimshian — aujourd’hui écrit Ksyen,. Selon le capitaine John T. Walbran (repris par l'Encyclopædia Britannica) le mot « Ikshean » serait dérivé du mot kshian qui signifie « division » (en anglais divide). Mais le missionnaire William Henry Collison donne une explication différente dans un mémoire écrit en 1915, selon lui le nom doit être décomposé en iksh qui signifie « qui sort de » et en shean traduit par « nuages », le nom original pourrait alors être traduit par « qui prend sa source dans les nuages ».  Le dictionnaire sma’lgya̱x de la University of Northern British Columbia indique aussi cette étymologie : ksi « qui sort de » et yeen « nuage »,. Le nom « Tsimshian » serait lui-même relié au mot Ikshean et signifierait alors « le peuple de la Skeena ».
Au Canada, on écrit en français « la Skeena » (genre féminin). L'expression « le Skeena » (au masculin) désigne en général le train de Via Rail qui traverse la Colombie-Britannique d'est en ouest, depuis les Rocheuses (Jasper en Alberta) jusqu'au littoral Pacifique (Prince Rupert en Colombie-Britannique).